# William Harding Mayes

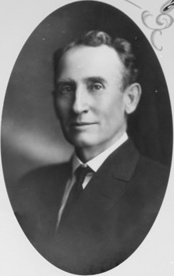
William Harding Mayes

William Harding Mayes (* 20. Mai 1861 in Mayfield, Kentucky; † 26. Juni 1939 in Austin, Texas) war ein US-amerikanischer Politiker. Zwischen 1913 und 1915 war er Vizegouverneur des Bundesstaates Texas.

## Werdegang
William Mayes besuchte das Paducah District Methodist College in Milburn und die Norton’s English and Classical School in Union City (Tennessee). Anschließend studierte er an der Vanderbilt University. Nach einem Jurastudium und seiner 1881 erfolgten Zulassung als Rechtsanwalt arbeitete er zunächst in seiner Heimatstadt Mayfield und ab 1882 in Brownwood (Texas) in diesem Beruf zu arbeiten. In den Jahren 1882 und 1883 war er Bezirksstaatsanwalt im Brown County. Er wurde auch in der Zeitungsbranche tätig und gab zwischen 1887 und 1914 die Zeitung Brownwood Bulletin heraus.
Politisch schloss sich Mayes der Demokratischen Partei an. Im Jahr 1912 wurde er an der Seite von Oscar Branch Colquitt zum Vizegouverneur von Texas gewählt. Dieses Amt bekleidete er zwischen 1913 und 1915. Dabei war er Stellvertreter des Gouverneurs und Vorsitzender des Staatssenats. Mayes war auch der Gründer der journalistischen Fakultät an der University of Texas, als deren Dekan er zwölf Jahre lang fungierte. Außerdem war er Präsident der Journalistenvereinigung Association of American Schools and Departments of Journalism. Er starb am 26. Juni 1939 in Austin.